# Paul Crane
Paul Crane (Pascagoula, 29 de janeiro de 1944 – 1 de novembro de 2020) foi um jogador profissional de futebol americano estadunidense.

## Carreira
Crane foi campeão do Super Bowl III jogando pelo New York Jets.

## Morte
Morreu em 1 de novembro de 2020, aos 76 anos.